# Arizonai pálmaliliom
Az arizonai pálmaliliom vagy arizonai jukka (Yucca baccata var. brevifolia) az egyszikűek (Liliopsida) osztályának spárgavirágúak (Asparagales) rendjébe, ezen belül a spárgafélék (Agaveaceae) családjába tartozó bogyós pálmaliliom (Yucca baccata) egyik változata. Tudományos neveik meghökkentő hasonlósága ellenére nem azonos a józsuéfával (Yucca brevifolia).

## Előfordulása
A Yucca arizonica a Chihuahua és a Sonora sivatagok USA-beli területein és a mexikói Sonora államban elterjedt 1000–2100 m tszf. magasságban. Gyakran fordul elő a Yucca elata, Yucca × schottii és Agave parviflora társaságában. Száraz állásban fagytűrő -10 °C-ig.

## Megjelenése
A csoport- és szárképző Yucca arizonica 1–3 m magas szárának csúcsán keskeny, rendezetlen állású kékeszöld levelei, melyek 30–70 cm hosszúak, rozettát képeznek. A levelek között ered egyenes, vagy oldalra hajó, elágazó virágzati tengelye, mely 1-1,5 m magas lehet és csüngő, csengettyű formájú, három szimmetriás virágokat hordoz, nagyságuk 60–125 mm, átmérőjük 20–35 mm. A lepellevelek fehérek vagy krémszínűek. Márciustól májusig nyílnak.
A faj közel ál a Yucca baccata subsp. thornberi taxonhoz, azonban jól érzékelhető különbségeik vannak a rozetta formája, a levelek alja és a virágzati tengely tekintetében. A Yucca sectio Baccateae seria faja.